# Задебек, Рихард
Рихард Эмиль Беньямин Задебек (нем. Richard Emil Benjamin Sadebeck; 1839—1905) — немецкий ботаник.

## Биография
Рихард Задебек родился 20 мая 1839 года в Бреслау в семье доцента геодезии Морица Задебека. Старший брат геолога Александра Задебека (1843—1879). Учился в Университете Бреслау у Генриха Роберта Гёпперта, Фердинанда Юлиуса Кона и Густава Вильгельма Кёрбера. В 1864 году получил степень доктора философии под руководством Гёпперта.
С 1865 по 1876 Задебек преподавал в средней школе в Берлине. В 1876 году он был приглашён преподавать в Иоганнеуме в Гамбурге, где преподавал на протяжении нескольких лет. Приглашение в Вену отклонил, однако стал впоследствии почётным профессором Венского университета. После смерти Отто Вильгельма Зондера в 1881 году Задебек стал хранителем ботанической коллекции Гамбургского музея. С 1883 года он работал директором Ботанического музея и ботанического сада.
В 1886 году Рихард Задебек был избран членом Леопольдины. В 1901 году ушёл в отставку по состоянию здоровья и переехал в южнотирольский город Меран.
Рихард Эмиль Беньямин Задебек скончался 11 февраля 1905 года.
Основной гербарий Задебека был оставлен Гамбургскому ботаническому институту (HBG). Микологический гербарий был в 1905 году передан Мюнхенскому ботаническому музею (M).

## Некоторые научные публикации
- Sadebeck, R. Die parasitischen Exoasceen. — Hamburg, 1893. — 110 p.
- Sadebeck, R. Die wichtigeren Nutzpflanzen. — Hamburg, 1897. — 138 p.
- Sadebeck, R. Die Kulturgewächse der deutschen Kolonien. — Jena, 1898. — 366 p.